# Сокоренко, Владимир Григорьевич
Владимир Григорьевич Сокоренко — советский хозяйственный и политический деятель.

## Биография
Родился в 1937 году. Член КПСС.
В 1969—1975 гг. — заместитель председателя Черкасского горисполкома.
В 1975—1977 гг. — председатель Черкасского горисполкома.
В 1977—1988 гг. — первый секретарь Черкасского горкома КП Украины.
В 1988—1991 гг. — начальник Главного планово-экономического управления — первый заместитель председателя Черкасского облисполкома.
В 1992—1994 гг. — заместитель главы Черкасской облгосадминистрации.
В 1994—1997 гг. — начальник Черкасского областного управления статистики.
В 1997—2006 гг. — советник президента ООО «Концерн „Нафтаэнерго“».
Делегат XXVI, XXVII съездов и XIX конференции КПСС.
Жил в Черкассах.

## Награды
- Орден Трудового Красного Знамени (1976, 1986)
- Орден Знак Почёта (1971)